# Ausztrál vércse

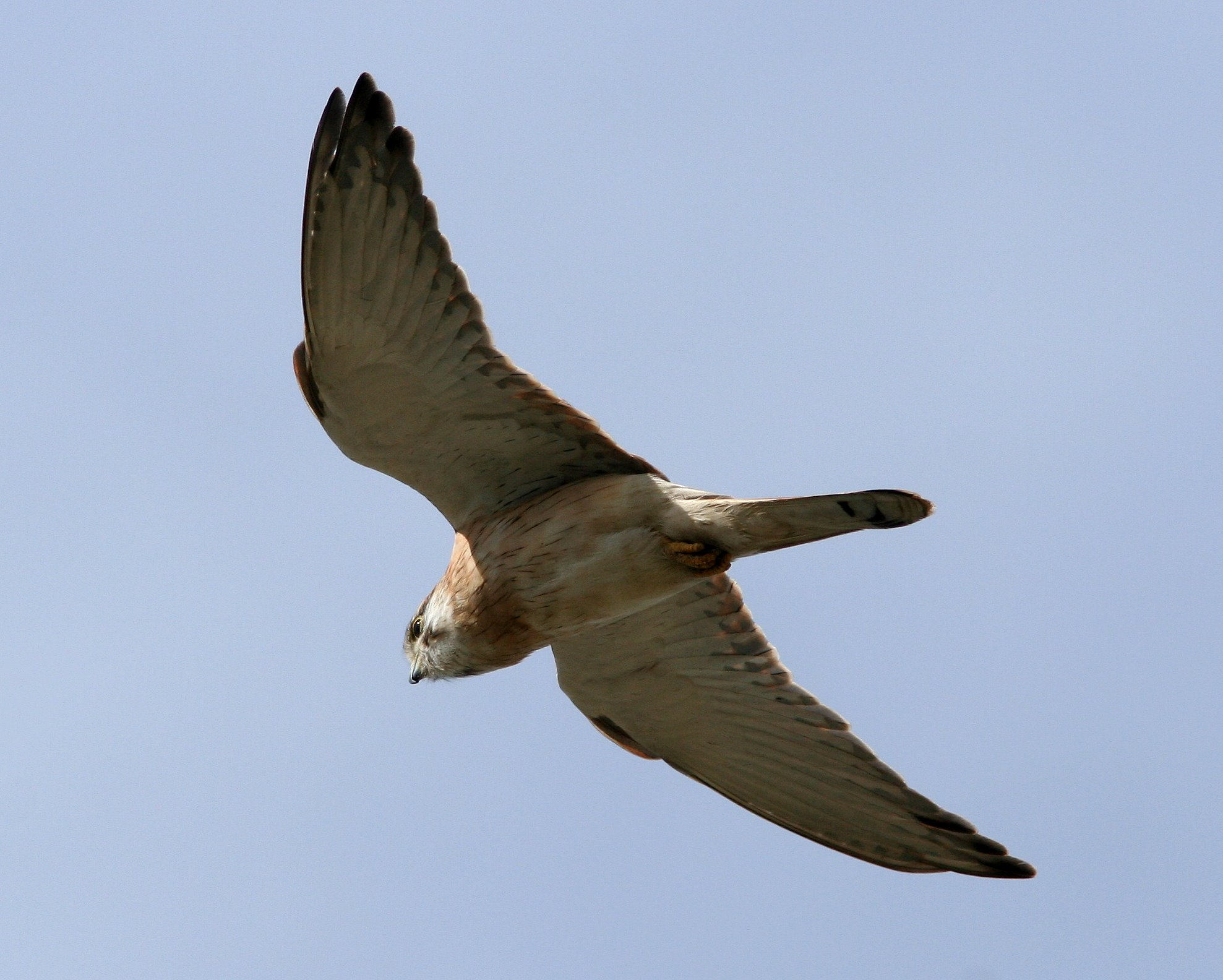
Őrjáraton

Az ausztrál vércse (Falco cenchroides) a madarak osztályának sólyomalakúak (Falconiformes) rendjéhez, azon belül  a sólyomfélék (Falconidae) családjához tartozó faj.

## Előfordulása
Ausztrália, Új-Zéland, Indonézia és Pápua Új-Guinea területén honos.

## Alfajai
- Falco cenchroides baru Rand, 1940
- Falco cenchroides cenchroides Vigors & Horsfield, 1827

## Megjelenése
Testhossza 31–35 centiméter, szárnyfesztávolsága 80 centiméter, testtömege pedig 172 gramm.

## Életmódja
Kisebb rágcsálókat, hüllőket és madarakat zsákmányol.

## Szaporodása
Tojásain 26-28 napig kotlik.
|  |